# Atotoztli

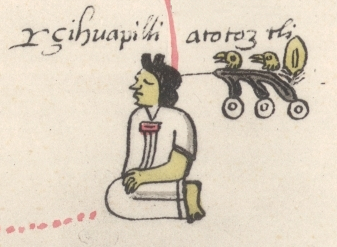
Atotoztli, fragment azteckiego dokumentu z przełomu XVI i XVII wieku, znanego jako Genealogia książąt Tenochtitlan. Obraz pokazuje Atotoztli oraz jej imię zapisane azteckim pismem obrazkowym. W XVIII wieku dodano także pisany alfabetem łacińskim podpis Çihuapilli Atotoztli - „Pani Atotoztli”.

Atotoztli (w klasycznym nahuatl czyt. [atoˈtostɬi], dosł. Wodny Ptak), także Huitzilxochtzin (czyt. [witsiɬˈʃoːtʃtsin]; fl. XV wiek) – córka władcy Azteków Montezumy I i matka trzech kolejnych władców ich państwa: Axayacatla, Tizoca i Ahuitzotla. Przez krótki okres prawdopodobnie rządziła państwem po śmierci swojego ojca, być może jako regentka.
Urodziła się w rodzinie tlatoaniego Tenochtitlán Montezumy I i jego żony Chichimecacihuatzin. Imię odziedziczyła po swojej praprababce, na wpół mitycznej księżniczce Culhuacán znanej współcześnie jako Atotoztli I (z tego względu czasem określana bywa mianem Atotoztli II). 
Jej braćmi byli Iquehuacatzin, za rządów ojca głównodowodzący wojsk azteckich, oraz Mahchimaleh. W młodości wydano ją za mąż za Tezozomoca, władcę miasta Azcapotzalco i syna poprzedniego władcy Tenochtitlán, Itzcoatla. Para doczekała się trzech synów: Tizoca (najstarszy z braci), Axayacatla i Ahuitzotla (najmłodszy). Jeszcze za życia ich dziadka wszyscy trzej zaczęli karierę wojskową.
Gdy Motecuzoma Ilhuicamina zmarł, prawdopodobnie w 1466, część możnych popierała kandydaturę Atotoztli na jego następczynię, zgodnie z ich planami miała rządzić jako regentka w imieniu swoich małoletnich synów. Frakcji kierowanej przez Tlacaelela udało się uzyskać wsparcie wpływowego króla Texcoco, co zwiększało szanse jej kandydatury kosztem bardziej naturalnych następców jej ojca: jej brata Iquehuacatzina oraz jej męża Tezozomoca. Zdaniem niektórych źródeł pisanych już po konkwiście, przez około sześciu lat faktycznie rządziła państwem, jednak jej wybór wzbudził kontrowersje i był zarzewiem dalszych konfliktów wewnętrznych, a część współczesnych badaczy uznaje go za niepewny. Jakkolwiek było, brak jest wzmianek o jej rządach w zachowanych genealogiach piktograficznych sprzed konkwisty.
Gdy jej najmłodszy syn Axayacatl przejął samodzielne rządy, jej bracia rozpoczęli walkę o władzę i wpływy. Przywłaszczyli sobie trybut z prowincji Coaixtlahuacan, jednak ich przestępstwo wkrótce się wydało, a obaj bracia musieli uciekać ze stolicy, utracili też honor i status możnych. Ostatecznie Iquehuacatzin zginął w 1472 roku w zamieszkach poprzedzających wybuch wojny domowej między stronnictwem Axayacatla i wojskami Moquihuixa.